# Daryl Peach
Daryl Peach (nascido em 1972 na Inglaterra) é um jogador profissional de Pool. Venceu o WPC 2007, um mundial de Bola 9, após vencer o filipino Roberto Gomez na final. O campeonato foi realizado nas Filipinas.